# Alopecosa sibirica
Alopecosa sibirica este o specie de păianjeni din genul Alopecosa, familia Lycosidae. A fost descrisă pentru prima dată de Kulczynski, 1908. Conform Catalogue of Life specia Alopecosa sibirica nu are subspecii cunoscute.